# نشيد الإكوادور الوطني
سالف ياباتريا (بالإسبانية:¡Salve, Oh Patria!)، هو النشيد الوطني الرسمي لدولة الإكوادور.